# Plectroctena lygaria
Plectroctena lygaria is een mierensoort uit de onderfamilie van de Ponerinae. De wetenschappelijke naam van de soort is voor het eerst geldig gepubliceerd in 1979 door Bolton, Gotwald & Leroux.